# Live: The Road
Albums de The Kinks
Think Visual
(1986) UK Jive
(1989)
Live: The Road, ou simplement The Road, est un album live des Kinks sorti en 1988. Il provient d'un concert donné le 1er juillet 1987 au Mann Music Center de Philadelphie, hormis deux titres : The Road, la première chanson, est un inédit enregistré en studio, et Lost and Found provient en partie du concert du 29 juin au Merriweather Post Pavilion de Columbia (Maryland).

## Titres
Toutes les chansons sont de Ray Davies.

### Face 1
1. The Road – 6:12
2. Destroyer – 3:46
3. Apeman – 2:05
4. Come Dancing – 3:35
5. Art Lover – 3:44
6. Cliches of the World (B Movie) – 5:10

### Face 2
1. Think Visual – 2:02
2. Living on a Thin Line – 4:30
3. Lost and Found – 4:21
4. It (I Want It) – 6:52
5. Around the Dial – 3:35
6. Give the People What They Want – 4:05

## Musiciens

### The Kinks
- Ray Davies : guitare, chant
- Dave Davies : guitare, chœurs
- Ian Gibbons : claviers, chœurs
- Bob Henrit : batterie
- Jim Rodford : basse, chœurs